# الئونورا وکسلر
الئونورا وکسلر (اسپانیایی: Eleonora Wexler‎؛ زادهٔ ۲ آوریل ۱۹۷۴) بازیگر اهل آرژانتین است.
از فیلم‌ها یا برنامه‌های تلویزیونی که وی در آن نقش داشته است می‌توان به مانع و زنان قاتل اشاره کرد.
وی همچنین برندهٔ جوایزی همچون جایزه کیبل‌ای‌سی‌ئی شده است.